# Kocimiętka naga
Kocimiętka naga, kocimiętka pannońska (Nepeta nuda L.) – gatunek rośliny z rodziny jasnotowatych (Lamiaceae). Rośnie w południowej i środkowej Europie oraz zachodniej i środkowej Azji. W Polsce występuje tylko na południu – w Karpatach, na południu województwa opolskiego, na Wyżynie Śląskiej i Lubelskiej, w dolinie Wisły w okolicach Sandomierza i Puław.

## Morfologia

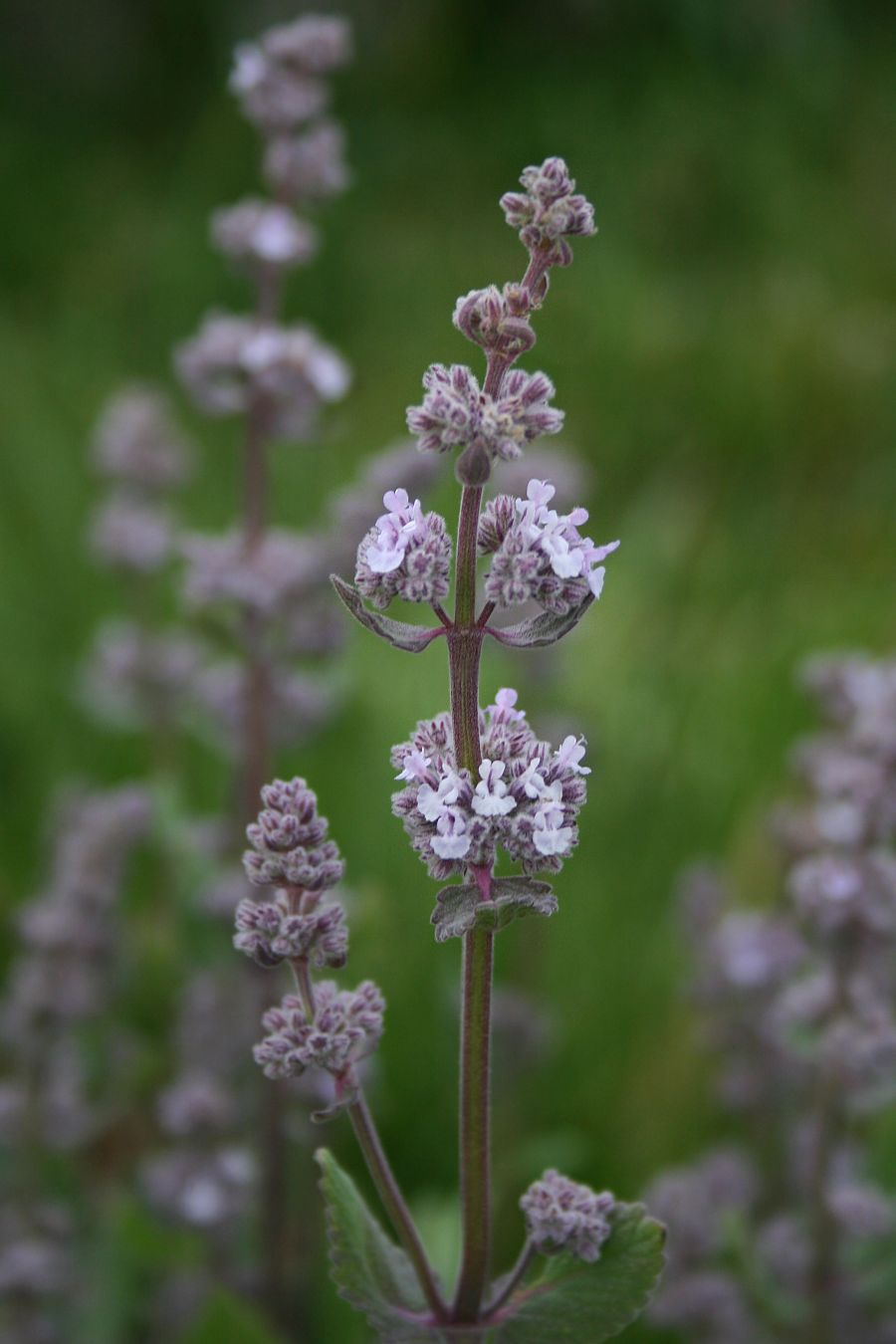
Kwiatostan

ŁodygaWyprostowana, sztywna, naga lub bardzo słabo owłosiona, o wysokości 50–120 cm i średnicy 3–5 mm.
LiściePodłużnie jajowate lub eliptyczne do lancetowatych o długości 3,8–6,5 cm, szerokości 1,8–2,5 cm. Rzadko owłosione lub nagie.
KwiatyZebrane w liczne kwiatostany, szczytowe wiechy o rozmiarach 3–8,5 × 2,5 cm. Korona kwiatu purpurowa o rurce prostopadle uciętej. Środkowa łatka dolnej wargi jest karbowana, pręciki bardzo szeroko rozchylone na boki.

## Biologia i ekologia
Bylina, hemikryptofit. Kwitnie od lipca do września. Siedlisko: suche zbocza, przydroża, zarośla. Pączki zimujące tego gatunku znajdują się do 25 cm nad ziemią (chamefit zielny), lub na poziomie ziemi. Liczba chromosomów 2n=18.

## Zmienność
Gatunek zróżnicowany na cztery podgatunki:
- Nepeta nuda subsp. albiflora (Boiss.) Gams – występuje od Macedonii do Libanu
- Nepeta nuda subsp. glandulifera Hub.-Mor. & P.H.Davis – rośnie w Turcji
- Nepeta nuda subsp. lydiae P.H.Davis – występuje w Turcji
- Nepeta nuda subsp. nuda (≡ Nepeta pannonica L.) – rośnie w całym zasięgu gatunku

## Zagrożenia
Roślina umieszczona na Czerwonej liście roślin i grzybów Polski (2006) w grupie gatunków rzadkich, potencjalnie zagrożonych (kategoria zagrożenia R). W wydaniu z 2016 roku otrzymała kategorię EN (zagrożony).